# سدرش
سدرش (به مجاری:  Szedres) یک شهرداری در مجارستان است که در ناحیه سکسارد واقع شده‌است. سدرش ۴۶٫۳ کیلومتر مربع مساحت و ۲٬۴۹۱ نفر جمعیت دارد.